# Espinela

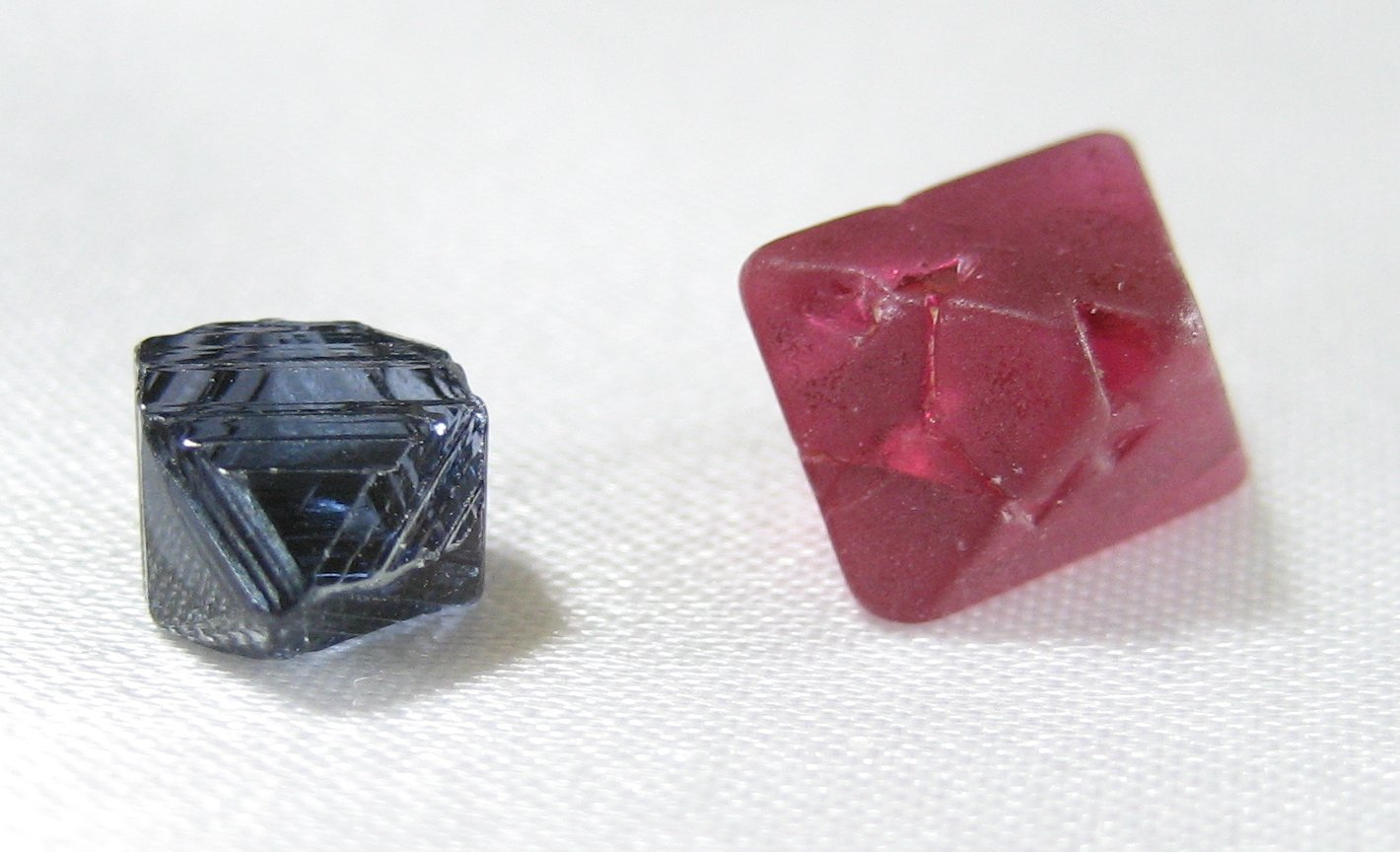
Espinela.

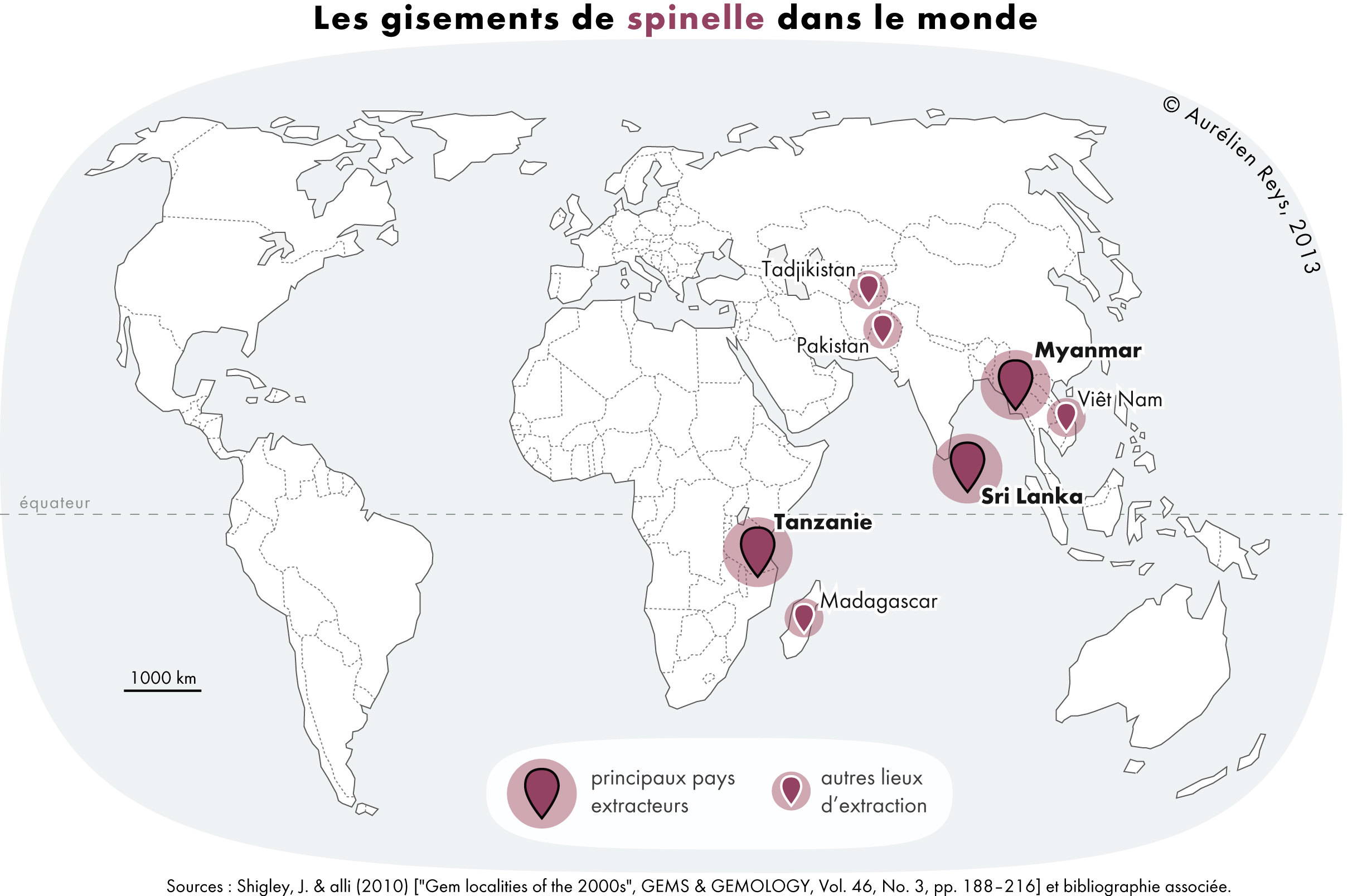
Mapa dos principais países produtores no mundo

As espinelas ou espinélios, constituem um grupo de minerais que cristalizam no sistema cúbico, com hábito octaédrico. A sua fórmula geral é (X)(Y)2O4, onde X representa catiões que ocupam posições tetraédricas e Y catiões que ocupam posições octaédricas. Catiões divalentes, trivalentes e tetravalentes podem ocupar as posições X e Y, incluindo magnésio, zinco, ferro, manganês, alumínio, crómio, titânio e silício. Os aniões de oxigénio formam uma estrutura cúbica.

## Alguns minerais do grupo das espinelas
- Espinela – MgAl2O4, que dá o nome ao grupo
- Gahnite - ZnAl2O4
- Franklinite - (Fe,Mn,Zn)(Fe,Mn)2O4
- Cromite - (Fe·Mg)Cr2O4
- Magnetite - Fe3O4
- Hercinite - FeAl2O4
- Ulvospinela - TiFe2O4
- Jacobsite - MnFe2O4
- Trevorite - NiFe2O4
- Ringwoodite - SiMg2O4, um polimorfo de olivina abundante no manto entre 520 e 660 km de profundidade e um mineral raro em meteoritos

## Ocorrência e distribuição
A espinela verdadeira é desde há muito conhecida em aluviões do Sri Lanka e em calcários de Mianmar e Tailândia. É ainda explorada no Tadjiquistão e Tanzânia.
As espinelas geralmente ocorrem como cristais isométricos, octaédricos, geralmente maclados. Apresentam clivagem octaédrica imperfeita e fractura concoidal. A sua dureza na escala de Mohs é 8, o seu peso específico situa-se entre 3,5 e 4,1 e são transparentes a opacas com brilho vítreo a baço. Podem ser incolores, mas geralmente ocorrem em tons variados de vermelho, azul, verde, amarelo, castanho ou negro. Existe também uma espinela branca, hoje em dia desaparecida, que foi encontrada durante algum tempo no Sri Lanka.
As espinelas vermelhas e transparentes são chamadas de espinelas-rubis ou rubis-balas e eram muitas vezes confundidas com verdadeiros rubis na antiguidade. A palavra balas deriva de Balascia, o nome antigo de Badaquistão, uma região na Ásia central situada no vale superior do rio Kokcha, um dos principais afluentes do rio Oxo. A espinela amarela é chamada rubicela e a espinela de manganês de cor violeta almandina.
A espinela pode ser encontrada em rochas metamórficas e também como mineral primário em rochas básicas, pois em magmas deste tipo a ausência de alcalis não permite a formação de feldspatos, e qualquer óxido de alumínio presente formará corindon ou combinar-se-á com magnésia para formar espinela. É por este motivo que muitas vezes o rubi e as espinelas são encontrados juntos.

## História da espinela como gema
Muitos rubis, famosos por se acharem incrustados em coroas da realeza são, na verdade, espinelas. A mais famosa é a 'Black Prince's Ruby', uma espinela de 170 quilates, de um vermelho magnífico, que adorna a coroa imperial do estado entre as jóias da coroa britânica. Henrique V chegou a usá-lo no seu capacete de batalha.
O rubi de Timur, uma gema vermelha de 352 quilates, actualmente propriedade da Rainha Elizabeth II, tem a marca de alguns imperadores que o possuíram antes, conferindo-lhe inegável prestígio.
Em Mianmar, onde são encontradas algumas das cores mais deslumbrantes de espinelas, esta gema foi classificada como uma espécie distinta do rubi em 1587. Noutros países a confusão com o rubi manteve-se por centenas de anos.

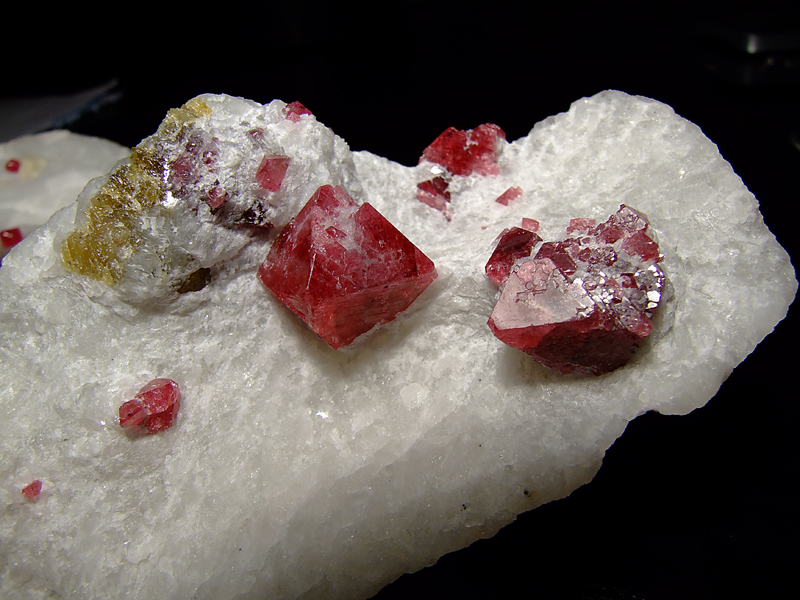
Cristais de espinela em uma matriz de mármore e calcita.

Apreciada actualmente pela sua própria natureza, a espinela é uma das pedras preciosas preferidas dos negociantes e colecionadores de gemas devido ao seu brilho, dureza e ao largo espectro de cores deslumbrantes.
Tem interesse particular, uma variedade cor-de-rosa quente, vívido, com laivos laranja, explorada nas minas de Mianmar o que lhe dá características únicas como gema. A espinela aparece também em tons azuis e é, então, designada como espinela de cobalto, sendo estes exemplares raríssimos.
Porque a espinela pode também ser produzida artificalmente em laboratório destinada a ornamentar anéis com a imitação da pedra de nascimento, é frequente associar-se o nome de espinela ao seu fabrico sintético.
A espinela é uma gema resistente, perfeita para a indústria da joalharia. Facetada, o mais das vezes é talhada em forma oval ou circular, sendo muito difícil de encontrar em tamanhos calibrados dada a sua raridade.